# Chowthi, Piriyapatna
Chowthi là một làng thuộc tehsil Piriyapatna, huyện Mysore, bang Karnataka, Ấn Độ.